# ハンス＝ペーター・ブリーゲル
ハンス＝ペーター・ブリーゲル（Hans-Peter Briegel, 1955年10月11日 - ）は、ドイツ出身の元同国代表サッカー選手、サッカー指導者。ポジションはディフェンダーだがキャリアを通じて、GK以外の様々なポジションでプレーした。
主にストッパーや左サイドバックを担当、フィールドの深い位置からドリブルで突進する姿が強烈な印象を残し、「鉄人」。「重戦車」などの愛称で呼ばれた。

## 経歴
元陸上競技選手で十種競技を専門としていた。17歳の時に地元のクラブでサッカーを始めるが、陸上も続け、18歳の頃には自己ベスト記録を出していた。19歳で1.FCカイザースラウテルンとセミプロ契約、1975-76シーズン、4月10日のFCバイエルン・ミュンヘン戦でトップチームデビュー。当初はそのプレー振りを非難され、ファンにからかわれることもあった。1976-77シーズンのUEFAカップ2回戦で対戦した、フェイエノールト戦第1戦で2ゴールを挙げて以降、徐々にファンからの支持を得るようになった。1977-78シーズンもレギュラーを掴めずにいたが、カール・ハインツ・フェルドカンプ監督はストライカーとしては成功出来ないが、DFのストッパーとしてなら成功する可能性があるとし、1978-79シーズン、DFにコンバートされると、これが選手として成功へのターニングポイントとなり、1979年にドイツ代表に選出されるまでに成長した。以降、チームも好成績をおさめた。1983-84シーズン終了後チームを退団、公式戦通算293試合で61得点を記録した。
1984-85シーズン、当初SSCナポリからのオファーを検討していたが、給与の上乗せ要求などをしたところ、移籍は破談となったため、エラス・ヴェローナへと移籍した。このシーズンのリーグ戦27試合で9得点を決めるなど、チーム創設以来初のスクデット獲得に貢献し、西ドイツ最優秀選手賞も受賞した。1986-87シーズンにUCサンプドリアへ移籍、1987-88シーズン、コッパ・イタリア決勝、トリノ戦の第2戦では、負傷によって前半途中に交代を余儀なくされたが、チームは優勝を果たした。その後、突然引退を表明、33歳での現役引退だった。引退試合はカイザースラウテルンで開催され、K・H・ルンメニゲ、アントニョーニ、ジェンティーレ、フアニート、シュティーリケらが出場した。
代表では、1979年10月17日に欧州選手権予選ウェールズ戦で代表デビュー。代表チームではハーフバックとして起用されることが多かった。1980年欧州選手権では全試合に出場して優勝した。1980年11月19日のフランス戦で代表初ゴールを挙げた。1982年ワールドカップ・スペイン大会とワールドカップ・メキシコ大会で準優勝した。しかし、小柄で重心の低い選手への対応にやや難があり、82年大会では、ブルーノ・コンティへのファールでPKを取られ(アントニオ・カブリーニが失敗。）86年大会ではホルヘ・ブルチャガに決勝点を許すなど、ワールドカップ決勝でのプレー振りは批判されることもあった。代表では72試合に出場したが、1986年のワールドカップ決勝が最後の代表戦となった。

## 指導者経歴
指導者としては主にトルコのクラブの監督を務めた後、2002年から弱小国のアルバニア代表監督に就任。予選突破は叶わなかったが、UEFA EURO 2004予選ではロシア代表を、ドイツW杯予選では欧州王者のギリシャ代表を破る波乱を起こした。
この後、バーレーン代表の監督に迎えられたが、2007年1月にはガルフカップの大会期間中に解任されている。

## 所属クラブ
- 1975-1984  1.FCカイザースラウテルン
- 1984-1986  ACエラス・ヴェローナ
- 1986-1988  UCサンプドリア

## 指導歴
- 1989-1992  FCグラールス（ドイツ語版）
- 1992-1994  SVエーデンコーベン（ドイツ語版）
- 1994-0000  SGヴァッテンシャイト
- 1999-2000  ベシクタシュJK
- 2001-2002  トラブゾンスポル
- 2002-2006  アルバニア代表
- 2006-2007  バーレーン代表
- 2007-0000  MKEアンカラギュジュ

## 獲得タイトル

### 代表
西ドイツ代表
- 欧州選手権：1980

### クラブ
エラス・ヴェローナ
- セリエA：1984-85

 サンプドリア
- コッパ・イタリア : 1987-88

### 個人
- キッカー誌ベストイレブン : 1979–80, 1980–81, 1981–82, 1982–83
- ドイツ年間最優秀サッカー選手賞 : 1985
- UEFA欧州選手権ベストイレブン : 1980